# Witwe von Ephesus

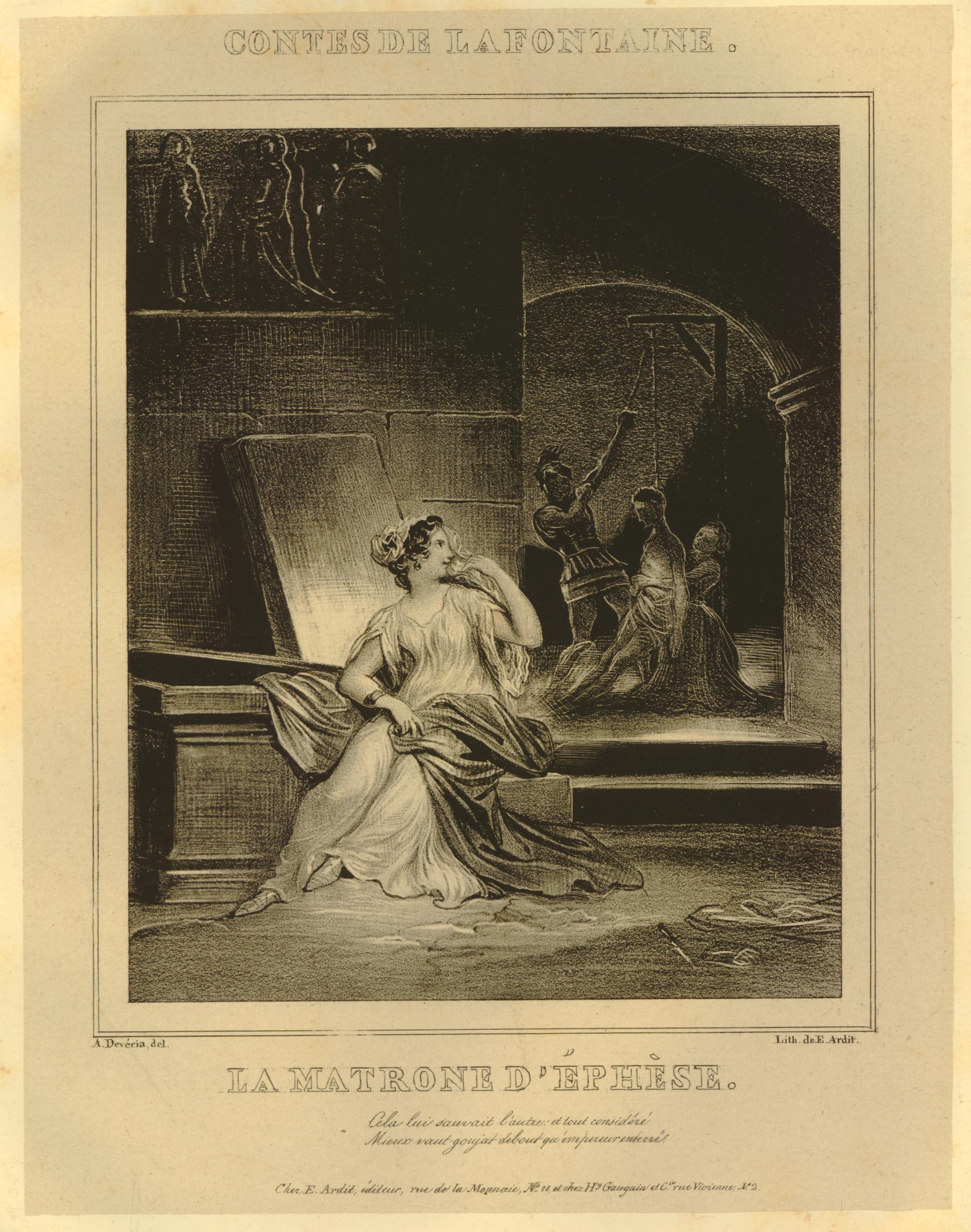
La Matrone d’Ephèse

Die Witwe von Ephesus ist eine antike Erzählung, deren Stoff in der Weltliteratur oft aufgegriffen wurde. Aus dem Altertum überliefert sind die Fassungen des Petronius, der diese Geschichte in den Roman Satyricon (Kapitel 111, 112) eingearbeitet hat, sowie diejenige in der Appendix Perottina zu den Fabeln des Phaedrus.

## Inhalt
Eumolpos erzählt die Novelle von der Witwe aus Ephesus:
Eine Frau in Ephesus ist wegen ihrer Keuschheit so berühmt, dass Frauen aus anderen Städten zu ihr reisten, um sie zu sehen. Als ihr Mann stirbt, will sie nicht nur nach der gewöhnlichen Art um ihn trauern, sondern folgt dem Verstorbenen bis in seine Gruft. Dort will sie sich zusammen mit einer treuen Dienerin zu Tode hungern.
In der Nähe sind mehrere Räuber gekreuzigt worden, die von einem Soldaten bewacht werden, damit die Leichen nicht beerdigt werden können. Als er das Wimmern der Trauernden vom nahen Grabmal hört, geht er dorthin. Er überredet erst ihre Dienerin und mit ihrer Hilfe schließlich die Witwe selbst ihre Enthaltsamkeit aufzugeben und zu essen. Anschließend überzeugt er die Witwe, auch ihr keusches Verhalten zu beenden, und hat an den folgenden drei Tagen Sex mit ihr im Grab ihres verstorbenen Gatten. Tagsüber kauft der Soldat das beste Essen und bringt es ihr.
Als die Familie eines Gekreuzigten sieht, dass keine Wache dort ist, nehmen sie ihn vom Kreuz ab und beerdigen ihn. Der Soldat will daraufhin Suizid begehen, um die Todesstrafe vorwegzunehmen. Er bittet die Witwe, seinen Leichnam nach seinem Selbstmord im Grab ihres Ehemannes zur Ruhe zu legen.
Die Witwe entgegnet, es sei gegen den göttlichen Willen, beide Geliebten sterben zu lassen. Deshalb lässt sie ihren Mann ans leere Kreuz hängen.
"Mulier non minus misericors quam pudica. ,Nec istud', inquit, ,dii sinant, ut eodem tempore duorum mihi carissimorum hominum duo funera spectem. Malo mortuum impendere quam vivum occidere.' [...]
Posteroque die populus miratus est qua ratione mortuus isset in crucem."
"Die Dame war nicht weniger barmherzig, als sie keusch war. ,Das wollen die Götter nicht zulassen,', sagte sie, ,dass ich zu gleicher Zeit die zwei Menschen, welche ich am zärtlichsten liebte, in einem Grab sehen solle! Besser ist es, dass ich den Toten aufhänge, als den Lebendigen umbringe.' [...]
Den Tag darauf wunderte sich das Volk, wie der Verstorbene ans Kreuz gekommen sein konnte."

## Rezeption des Stoffs
- La Fontaine, Jean: Die Matrone von Ephesus, eine Verserzählung (1682)
- Weiße, Christian Felix: Die Matrone von Ephesus. Ein Lustspiel in einem Akte (1748)[4]
- Gellert, Christian Fürchtegott: Die Wittwe. Ein Mährchen (1769)[5]
- Anonym: Die Wittwe. Nach Gellert. Ein Lustspiel in einem Aufzug (1773)[6]
- Lessing, Gotthold Ephraim: Die Matrone von Ephesus (1790)[7], Dramatisierung, Einakterfragment.
- Rahbek, Knud Lyne: Die Matrone von Ephesus. Lustspiel in einem Aufzuge (1790)[8]
- Klingemann, August: Die Matrone von Ephesus. Lustspiel in Einem Acte (1817)[9]
- Holbein: Die Wittwe und der Wittwer, oder Treue - bis - in den Tod. Lustspiel in einem Act. Frei nach Gellert (1822) [Parodie][10]
- Hartmann, Karl Amadeus: Die Witwe von Ephesus, Oper komponiert 1929/30 (letzter Teil des Wachsfigurenkabinett betitelten Zyklus von fünf kleinen Opern).
- d’Albert, Eugen: Die Witwe von Ephesus, Oper komponiert um 1930, nicht aufgeführt.
- Fry, Christopher: Ein Phönix zuviel (A Phoenix too frequent),  Dramatisierung (1947)
- Reutter, Hermann: Die Witwe von Ephesus, Oper komponiert 1954, Neufassung 1966.